# CS Minerul Valea Copcii
Minerul Valea Copcii a fost un club de fotbal din localitatea Valea Copcii, județul Mehedinți, care a jucat în campionatul Ligii a III-a din România.
Echipa își disputa meciurile oficiale pe stadionul Victoria din Vânju Mare pentru că Stadionul Minerul din Valea Copcii nu îndeplinea criteriile de licențiere pentru Liga a III-a.
Cea mai mare performanță a Minerului Mehedinți a fost calificarea în șaisprezecimile Cupei României în anul 2009. Minerul a întâlnit în șaisprezecimi echipa de Liga I FC Internațional Curtea de Argeș, iar la sfârșitul celor 90 de minute scorul era 1–1; după penaltyuri s-a calificat Internațional mai departe, deși echipa care a dominat meciul a fost Minerul Mehedinți.
Printre antrenorii remarcabili ai clubului, se numără și Cornel Mihart și Flavius Stoican.

### Foști Jucători
- Romulus Adrian Buia
- Constantin Viorel Gărgălie